# Trinidad és Tobago a 2020. évi téli ifjúsági olimpiai játékokon
Trinidad és Tobago a Lausanneban megrendezett 2020. évi téli ifjúsági olimpiai játékok egyik részt vevő nemzete volt.

## Alpesisí

### Lány
| Versenyző      | Versenyszám            | 1. futam | 1. futam | 2. futam | 2. futam | Összesen | Összesen |
| Versenyző      | Versenyszám            | Idő      | Hely.    | Idő      | Hely.    | Idő      | Hely.    |
| -------------- | ---------------------- | -------- | -------- | -------- | -------- | -------- | -------- |
| Abigail Vieira | Műlesiklás             | 53,73    | 36.      | 51,88    | 29.      | 1:45,61  | 29.      |
| Abigail Vieira | Óriás-műlesiklás       | 1:15,03  | 45.      | Kizárták | Kizárták | Kiesett  | Kiesett  |
| Abigail Vieira | Szuperóriás-műlesiklás |          |          |          |          | 1:02,58  | 42.      |
| Abigail Vieira | Összetett              | 1:02,58  | 42.      | 44,97    | 32.      | 1:47,55  | 32.      |